# Karl-Heinz Grindler
Karl-Heinz Grindler (* 18. September 1911; † September 2004) war ein deutscher Fußballtrainer, Grafiker und Diplom-Sportlehrer.

## Karriere
Karl-Heinz Grindler war von 1955 bis 1956 und von 1959 bis 1960 Trainer der Stuttgarter Kickers. Des Weiteren war Grindler Trainer der A-Junioren bei den Kickers. Außerdem war er von 1961 bis 1964 Leiter der Fußballjugend bei den Kickers.
Von Beruf war Grindler Diplom-Sportlehrer. Er war daneben herausragender Illustrator von Lehrbüchern, unter anderem auch bei Hennes Weisweilers „Der Fußball“, bei Helmut Bantz, Hennes Weisweiler „Spiel und Gymnastik“, Karl-Heinz Heddergott „Neue Fußball-Lehre“, der Fachzeitschrift „Der Fußball-Trainer“ und den Lehrbüchern des Württembergischen Fußballverbandes. Auch für Bücher in anderen Sportarten wie Handball, Tennis oder Leichtathletik trug er die Illustrationen bei, so etwa bei Marianne Werner und Erich Werner „Methodik der Wurfdisziplinen für Schule und Verein“.